# Trance World
Trance World – seria kompilacji tworzona przez artystów wytwórni płytowej Armada Music.

## Seria Trance World
- Vol. 18 Mixed by Protoculture
- Vol. 17 Mixed by Heatbeat
- Vol. 16 Mixed by Alexander Popov
- Vol. 15 Mixed by Marlo
- Vol. 14 Mixed by Shougun
- Vol. 13 Mixed by Jorn Van Deynhoven
- Vol. 12 Mixed by Tenishia
- Vol. 11 Mixed by Ashley Wallbridge
- Vol. 10 Mixed by W&W
- Vol. 9 Mixed by Ørjan Nilsen
- Vol. 8 Mixed by DJ Tatana
- Vol. 7 Mixed by Agnelli & Nelson
- Vol. 6 Mixed by M.I.K.E.
- Vol. 5 Mixed by Robert Nickson
- Vol. 4 Mixed by John O’Callaghan
- Vol. 3 Mixed by Sean Tyas
- Vol. 2 Mixed by Aly & Fila
- Vol. 1 Mixed by Signum